# Okręg wyborczy Longman
Okręg wyborczy Longman (ang. Division of Longman) – jednomandatowy okręg wyborczy do Izby Reprezentantów Australii, położony w stanie Queensland, na północ od Brisbane.
Pierwsze wybory odbyły się w nim w 1996 roku, a jego patronem jest Irene Longman.
Od 2016 roku posłem z tego okręgu była Susan Lamb z Australijskiej Partii Pracy.

## Lista posłów
Lista posłów z okręgu Longman:
| okres urzędowania | poseł        | przynależność                        |
| ----------------- | ------------ | ------------------------------------ |
| 1996–2007         | Mal Brough   | Liberalna Partia Australii           |
| 2007–2010         | Jon Sullivan | Australijska Partia Pracy            |
| 2010–2016         | Wyatt Roy    | Liberal National Party of Queensland |
| od 2016           | Susan Lamb   | Australijska Partia Pracy            |